# 존 로이드 크루즈
존 로이드 크루즈(John Lloyd Cruz, 1983년 6월 24일 ~ )는 필리핀의 남자 배우, 모델, 사회자이다.

## 출연 작품
- 마깅 시노 카 만